# Giovanni Domenico Tiepolo

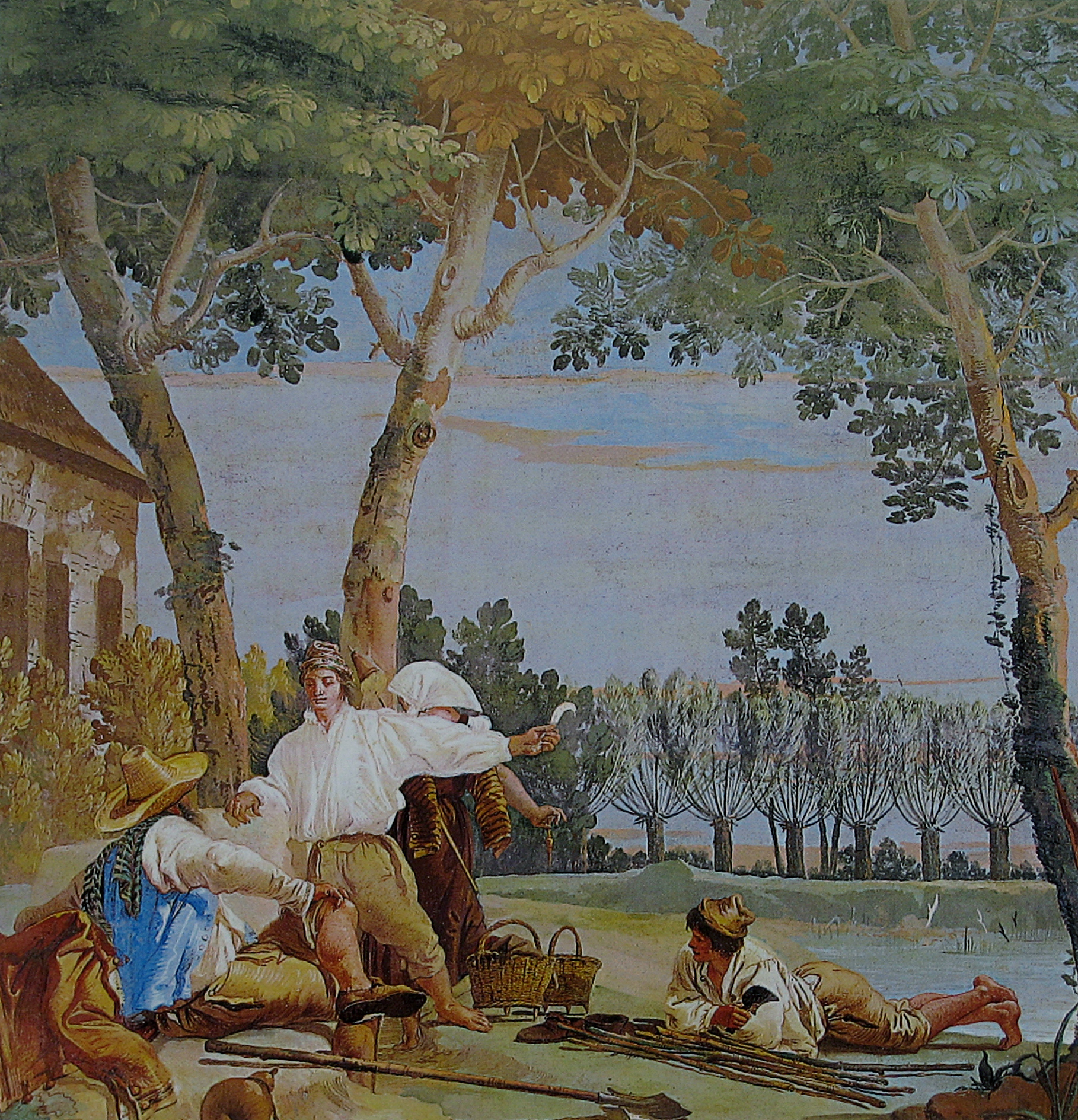
Die Rast der Bauern, Fresko im Gästehaus der Villa Valmarana, 1757

Giovanni Domenico Tiepolo (auch Giandomenico Tiepolo, * 30. August 1727 in Venedig; † 3. März 1804 in Venedig) war ein italienischer Maler des Rokoko.

## Leben
Giovanni Domenico Tiepolo war der älteste Sohn Giovanni Battista Tiepolos. Er war, wie auch sein jüngerer Bruder Lorenzo, Schüler, Gehilfe und Stecher in der Werkstatt seines Vaters. Später wurde er zunehmend gleichberechtigter Mitarbeiter, blieb gleichwohl lange Nachahmer seines berühmten Vaters, bis er 1747 im Oratorium von San Polo mit 14 Leinwänden zu den Stationen des Kreuzweges sein Debüt als selbstständiger Maler hatte. Diese kleinformatigen Darstellungen sind von historischem Interesse, weil in der Zeit ihrer Entstehung Christi Weg zum Kreuz in Rom zu einer besonderen Andachtsform erhoben wurde, und weil Domenicos Zyklus der erste dieser Art in Venedig war. Andere eigenständige Arbeiten gibt es im Kaisersaal und im Treppenhaus der Würzburger Residenz, wo er seinem Vater in den Jahren 1750 bis 1753 half.
Mit den Szenen aus dem ländlichen Leben im Gästehaus der Villa Valmarana ai Nani bei Vicenza entwickelte Domenico Tiepolo schließlich einen wirklich eigenen Stil. Auch um die Villa seiner Familie in Zianigo, Ortsteil der Gemeinde Mirano, auszuschmücken, nutzte der Künstler seine eigentliche Begabung zur Darstellung der alltäglichen Wirklichkeit. Er schuf dort faszinierende Dekorationen zu Genrethemen, die sich heute im Museo Correr befinden, zum Beispiel das Gemälde Pulcinella und Saltimbanchi. Tätig gewesen seit 1762 in Madrid.
Nach dem Tode seines Vaters in Madrid kehrte Domenico Tiepolo Ende 1770 nach Venedig zurück. In den 30 Jahren, die ihm verblieben, schuf er vornehmlich säkulare und religiöse Bilder. Er führte zwar den Stil seines Vaters fort, gab ihm aber eine andere Qualität, so zum Beispiel in dem Bild Abraham und die drei Engel. Die Genre- und Landschaftsdetails und der bäuerliche Abraham sind Elemente, die in Giambattistas religiösen Werken nicht zu finden sind.
Zu Tiepolos Werk zählen auch zahlreiche Radierungen. Gegen Ende des Jahrhunderts gewann die Zeichnung bei ihm eine neue, bildmäßige Eigenständigkeit. Neben der Bearbeitung religiöser Themen wandte er sich dabei zunehmend Darstellungen aus den Salons und von den Freizeitvergnügungen der venezianischen Gesellschaft zu. Höhepunkt ist die berühmte Serie, in der er den Alltag seiner Zeit in die Welt Pulcinellas, der verschlagenen Dienerfigur der Commedia dell’arte, übertrug.

## Werke (Auswahl)
- 6 Fresken zur Geschichte der Familie Porto in Vicenza, um 1757; Fresken in Grisaille auf Goldgrund, auf Ln aufgezogen. Sammlung Rau, Arp Museum Bahnhof Rolandseck, Remagen.
- Stephanussteinigung, 1754; ursprünglich in der barocken Klosterkirche von Münsterschwarzach, heute Residenz Würzburg.

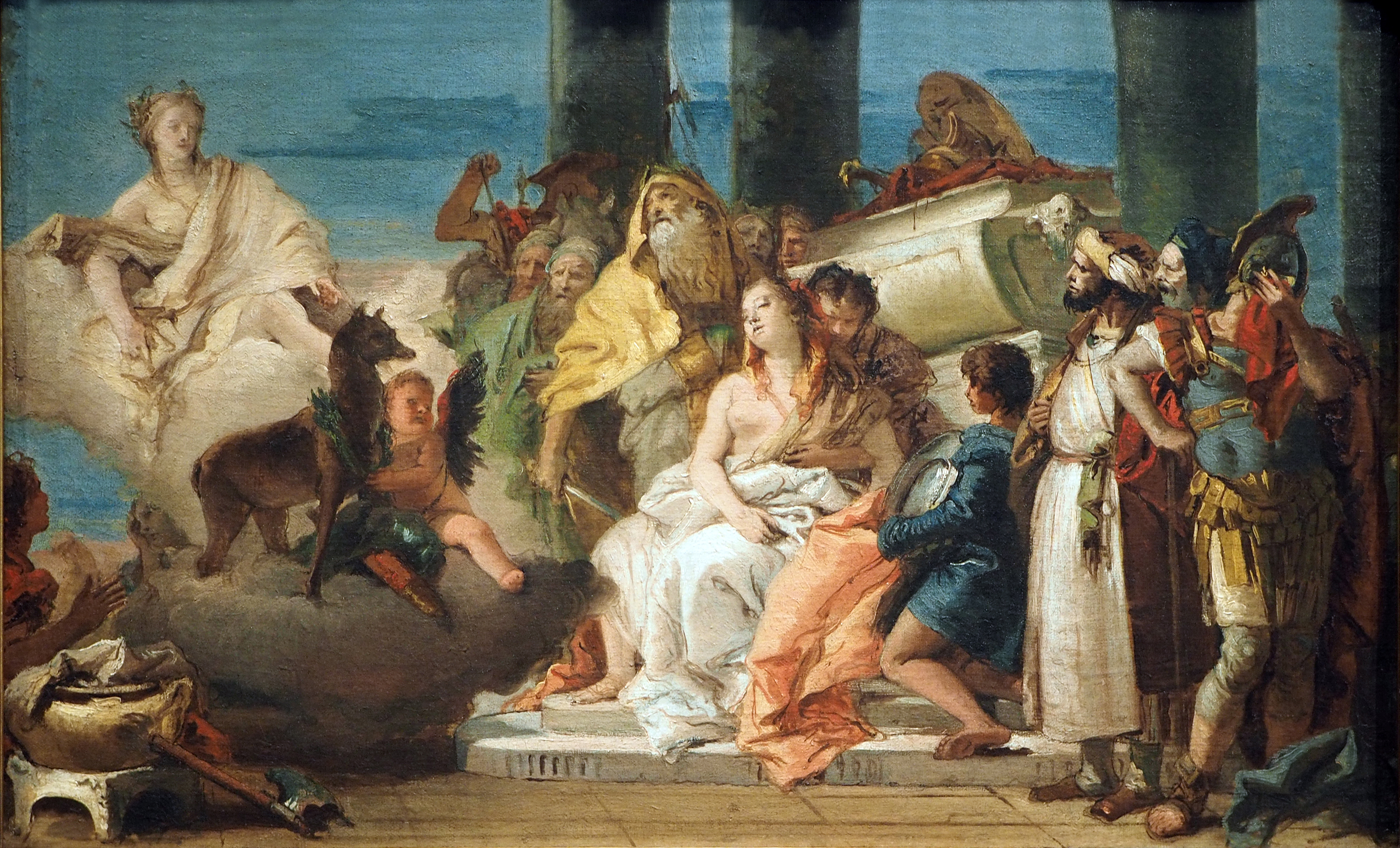
Die Opferung der Iphigenie, 1747/1750, Hamburger Kunsthalle
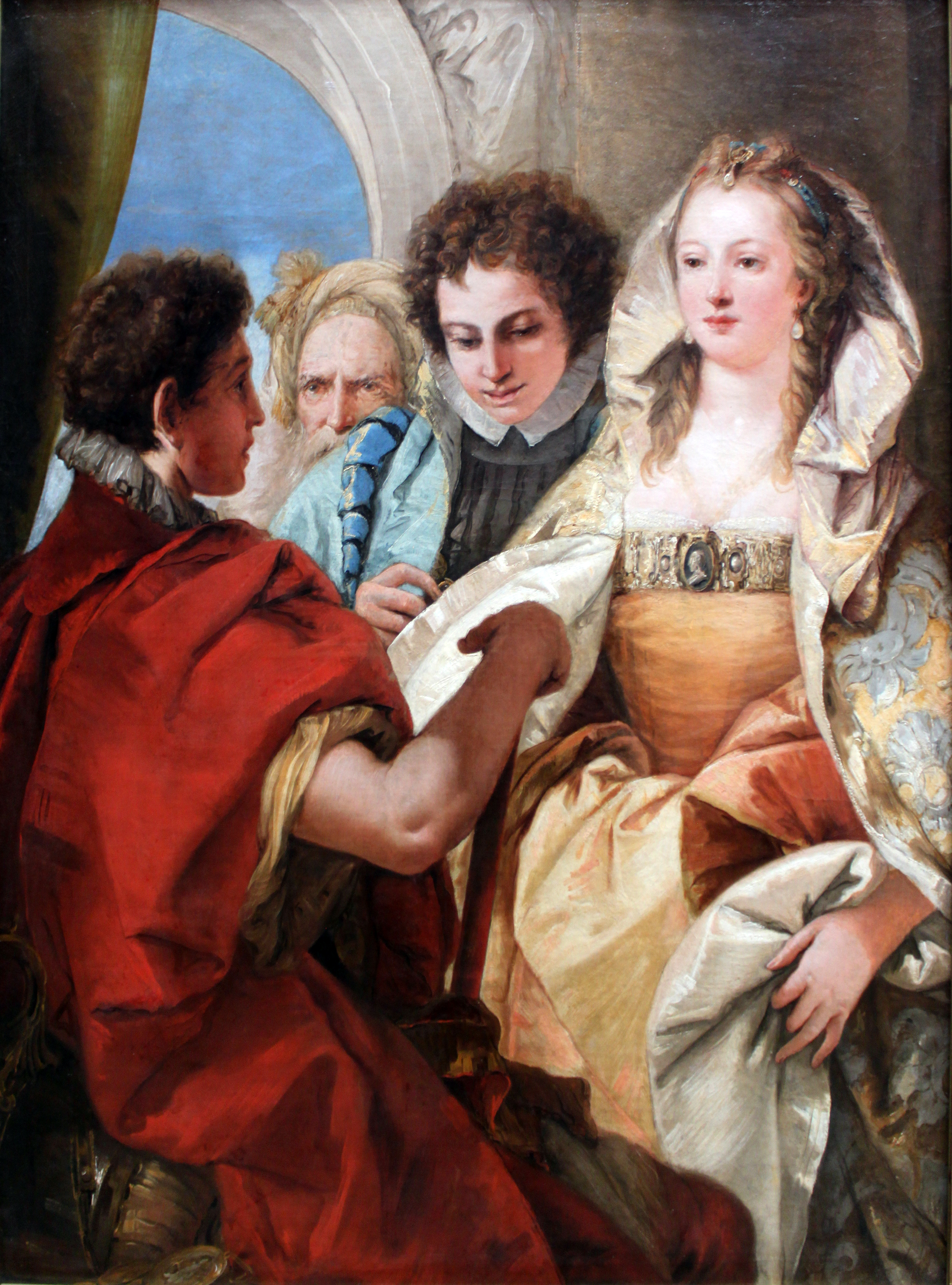
Die Enthaltsamkeit Scipios, 1751, Städelsches Kunstinstitut
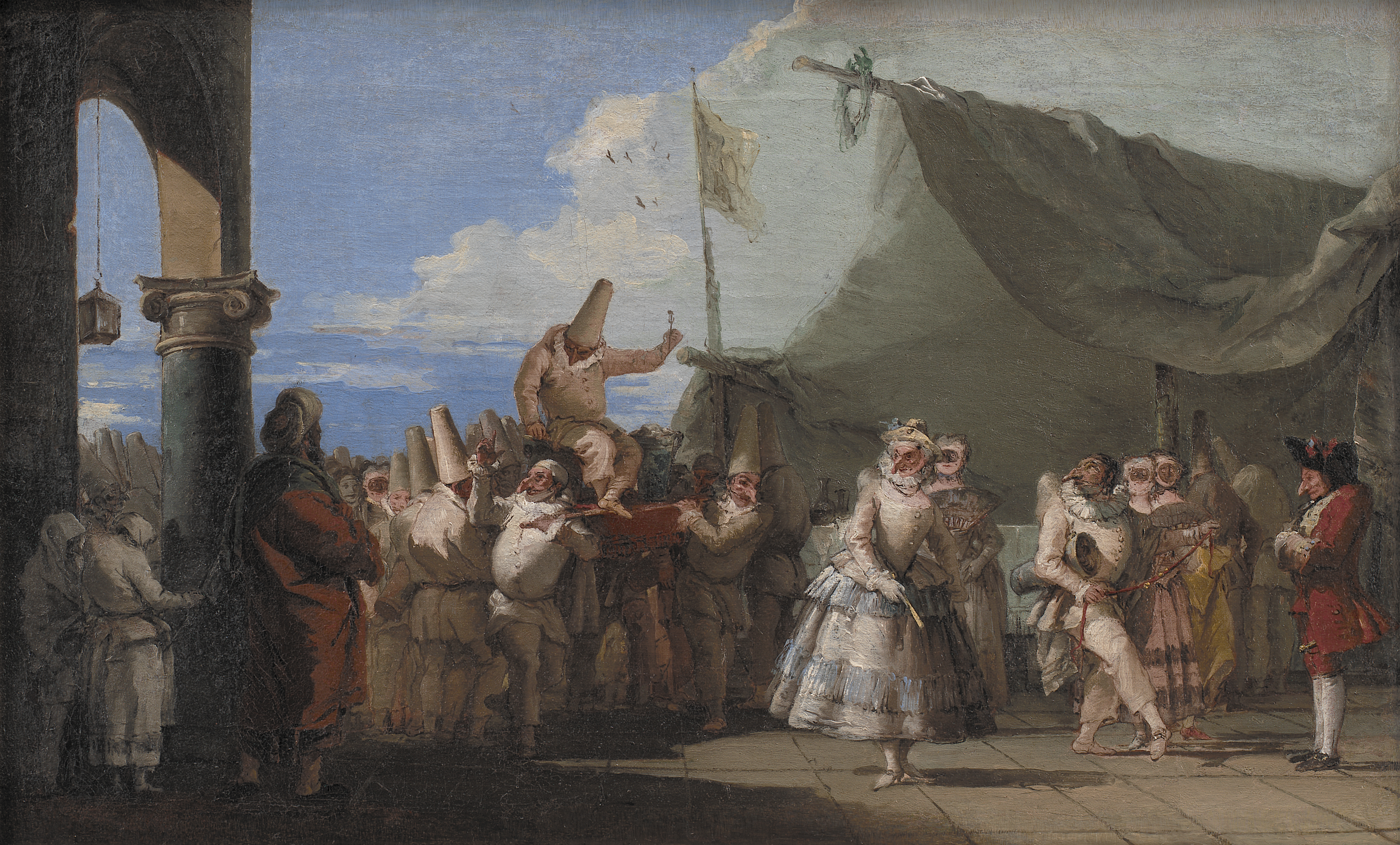
Pulcinellas Triumph, 1753/54 im Statens Museum for Kunst
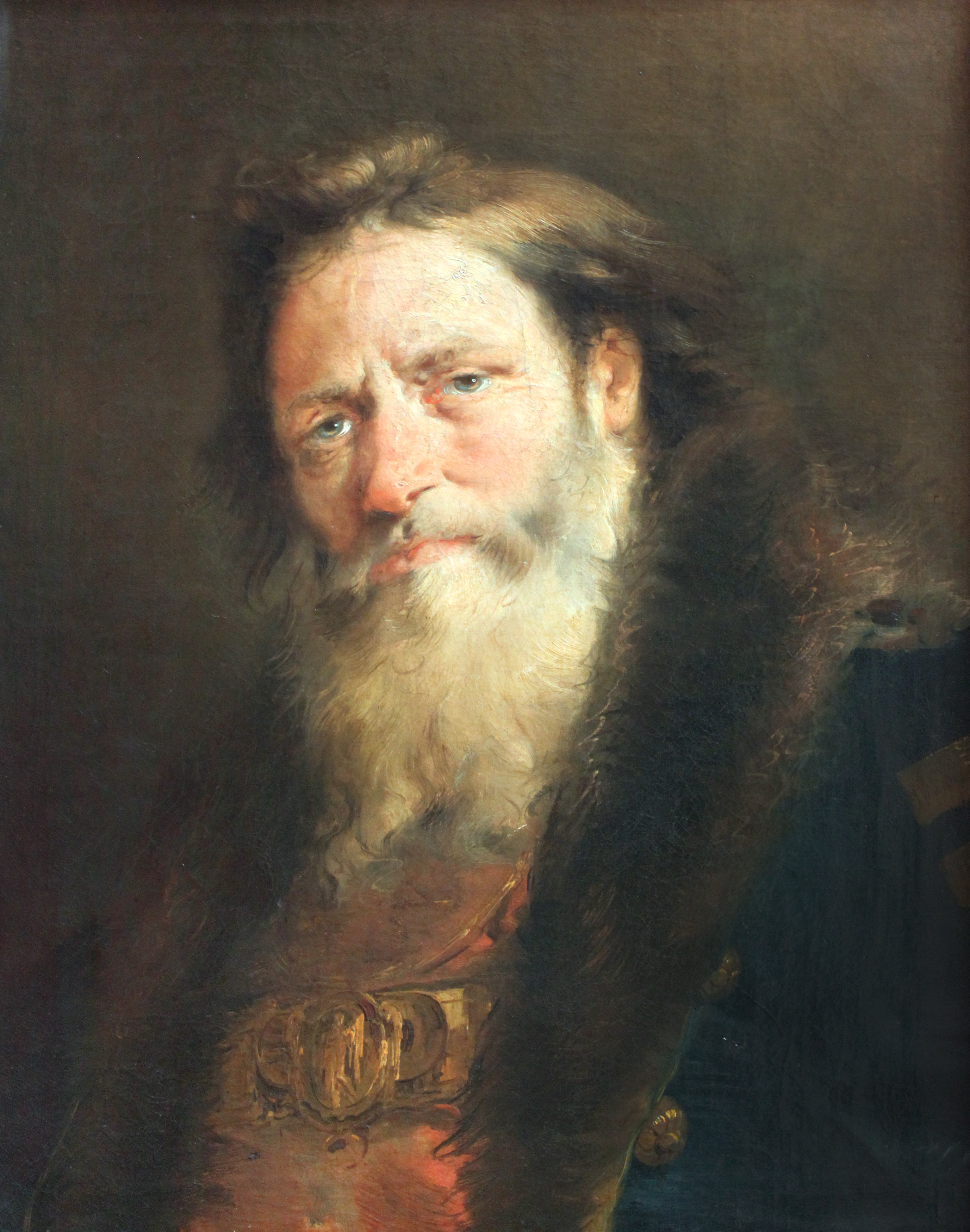
Studienkopf eines alten Mannes, 1756, Städelsches Kunstinstitut
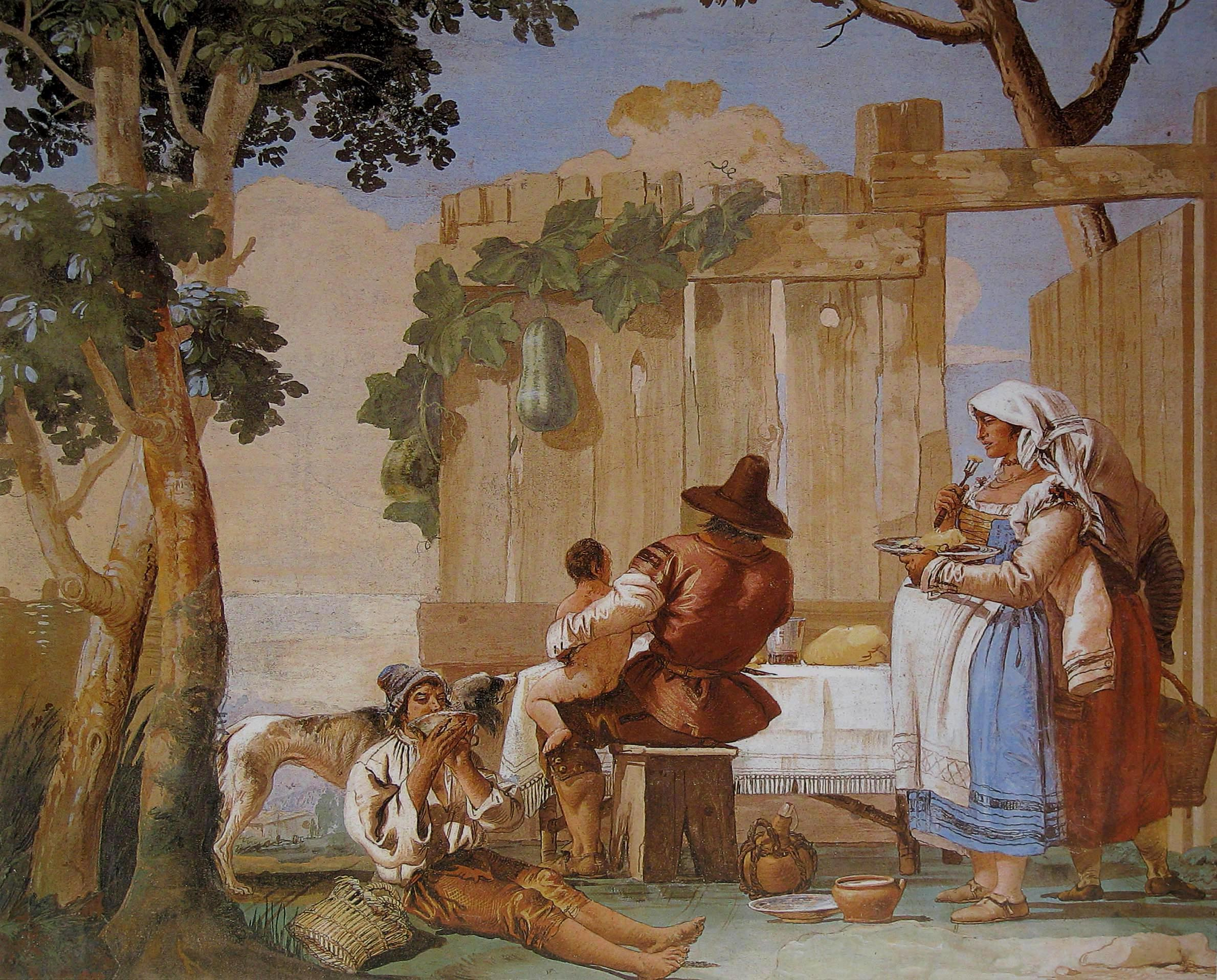
Bauernmahlzeit, Fresko im Gästehaus der Villa Valmarana, 1757
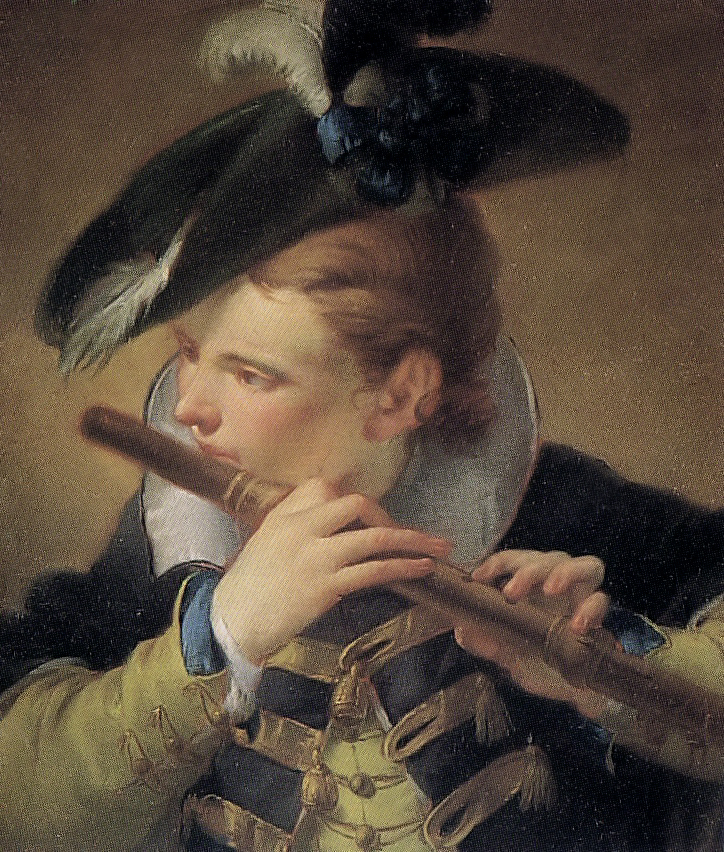
Der Pfeifenbläser (Il pifferaio) im Museum Sartorio, 1770
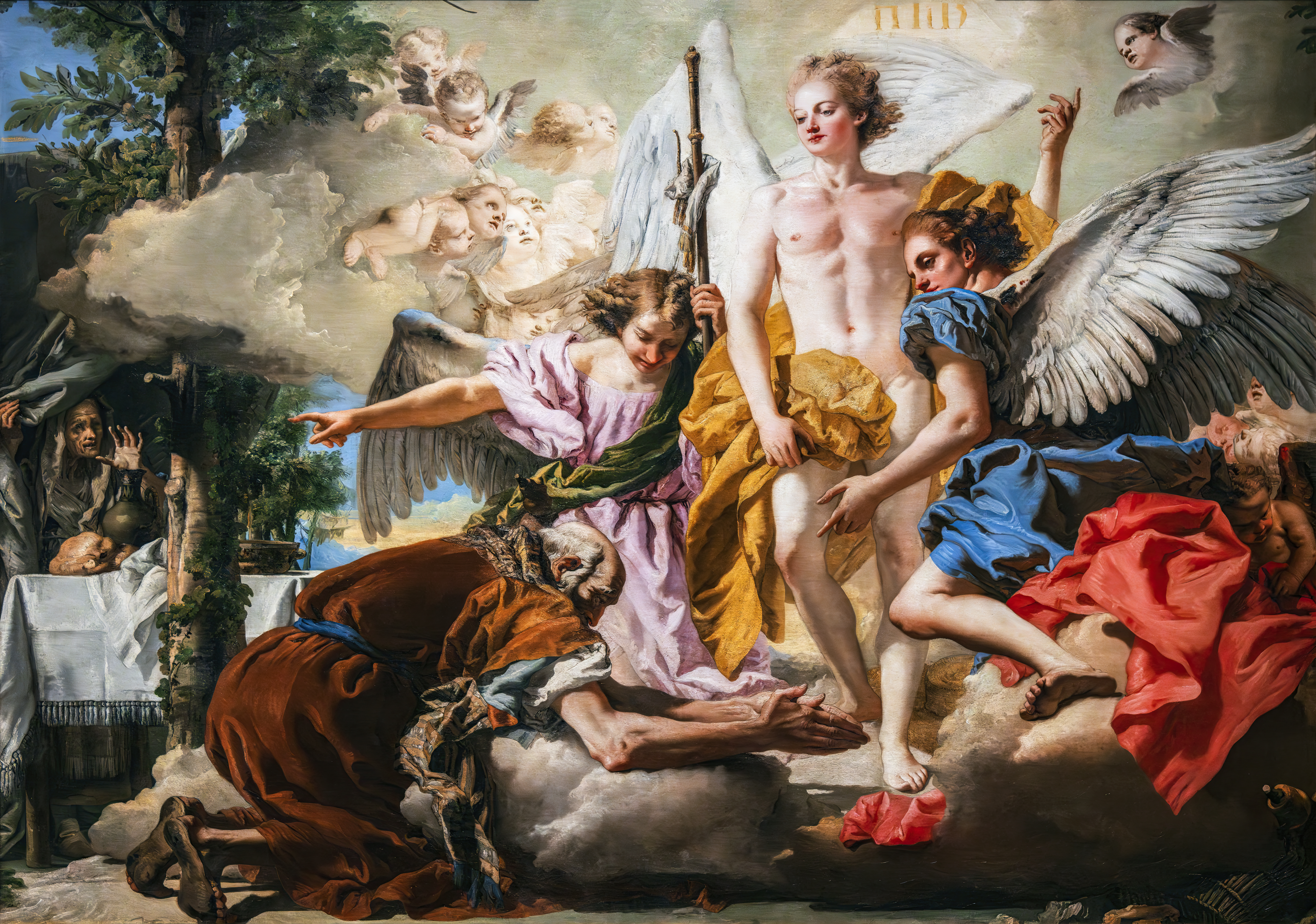
Abraham und die drei Engel, 1773/74
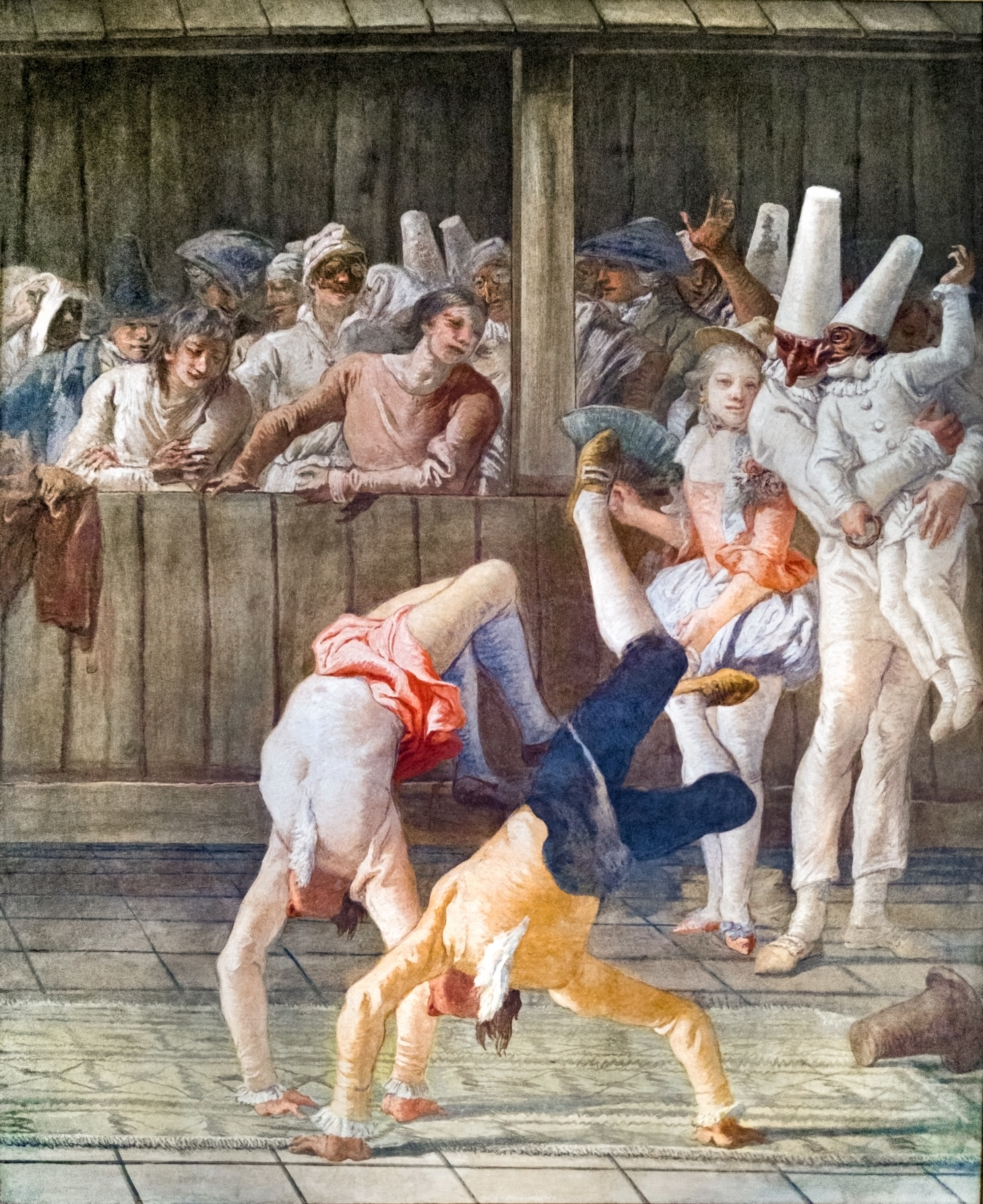
Pulcinella und Saltimbanchi (Artisten), 1790
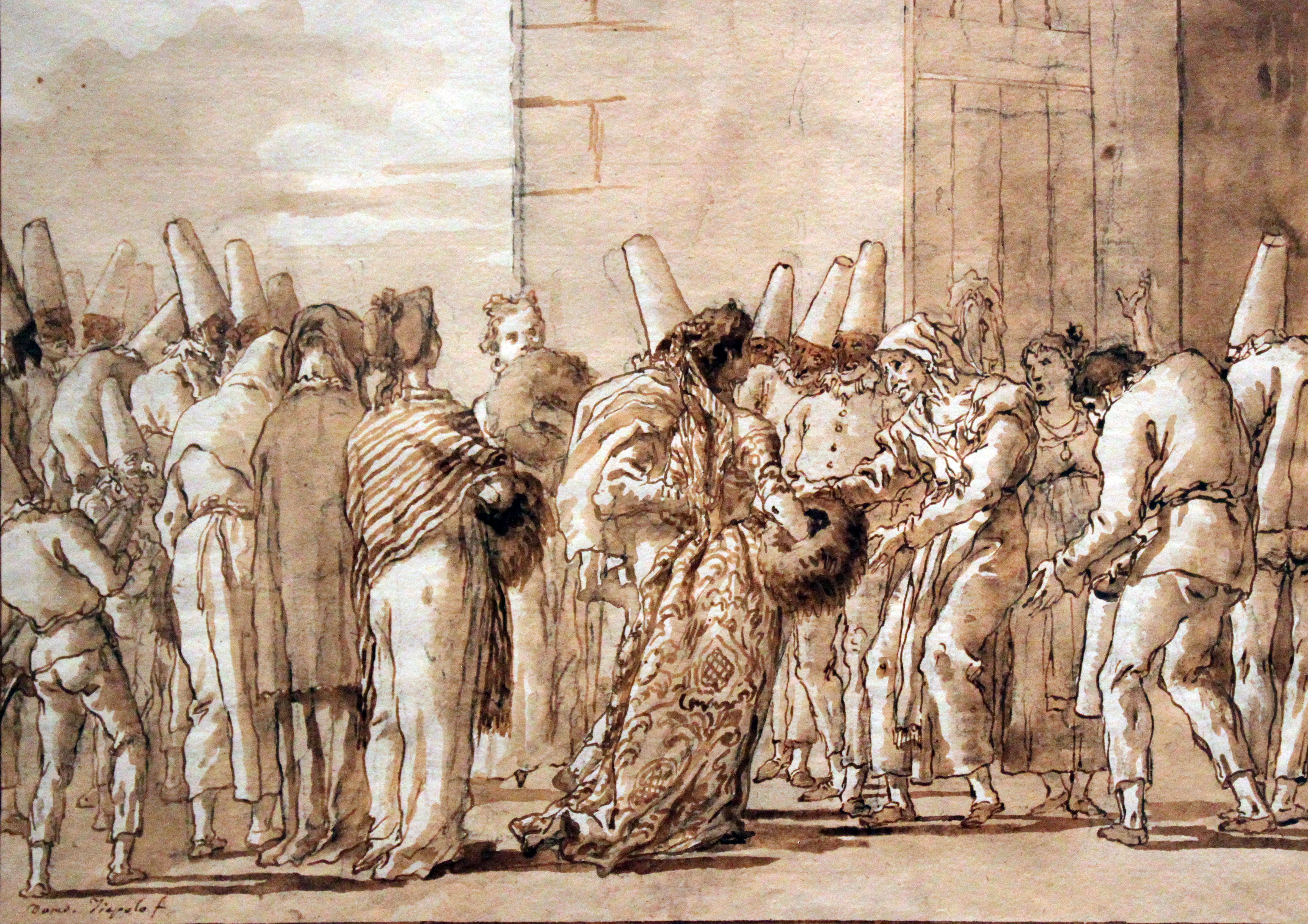
Pulcinellas Vater führt seine Braut nach Hause, 1797, Städelsches Kunstinstitut